# Andreas Heinemann-Grüder
Andreas Heinemann-Grüder (* 20. Oktober 1957 in Potsdam) ist ein deutscher Politikwissenschaftler.

## Leben
Andreas Heinemann-Grüder wuchs als Sohn von Curt-Jürgen Heinemann-Grüder in Gramzow bei Prenzlau auf. 1975 siedelte er mit seiner Familie nach Niefern in die Bundesrepublik Deutschland über. Nach dem Studium der Geschichte, Politik und Literaturwissenschaft an der Freien Universität Berlin arbeitete Heinemann-Grüder zunächst als Journalist und machte sein zweites Staatsexamen für die Sekundarstufe II.
Nach einem Postgraduiertenstudium an der Moskauer Lomonossow-Universität (1987/88) promovierte er mit einer Arbeit zur sowjetischen Politik im arabisch-israelischen Konflikt. Danach forschte und lehrte Heinemann-Grüder am Berghof-Institut für konstruktive Konfliktbearbeitung in Berlin (1989–92), der Humboldt-Universität zu Berlin (1993–96), an der Duke University in Durham, North Carolina, USA (1995) und an der University of Pennsylvania in Philadelphia, USA (1996–99). Er habilitierte sich 1999 mit einer Arbeit zum russischen Föderalismus.
In den Jahren 1999 bis 2010 sowie erneut von 2015 bis 2023 arbeitete Heinemann-Grüder am Bonn International Centre for Conflict Studies (BICC) zu internationalen Interventionen, Sicherheitssektorreform und der Mobilisierung und Demobilisierung von Kombattanten, zum Föderalismus in Vielvölkerstaaten und zu autoritären Regimen. Von 2007 bis 2010 war er Mitherausgeber des Friedensgutachtens. Von 2010 bis 2012 war er Leiter der Akademie für Konflikttransformation und in den Jahren 2013–2014 Abteilungsleiter am Georg-Eckert-Institut.
Seit 2006 lehrt Heinemann-Grüder an der Rheinischen Friedrich-Wilhelms-Universität Bonn am Institut für Politische Wissenschaft und Soziologie, seit 2015 als außerplanmäßiger Professor. Seit 2024 ist er am Center for Advanced Security, Strategic and Integration Studies (CASSIS) der Universität Bonn und am Global Public Policy Institute tätig.

## Schriften (Auswahl)
- (Hrsg.): Who are the Fighters? Irregular Armed Groups in the Russia-Ukrainian War since 2014, ibidem, Stuttgart 2024, ISBN 978-3-8382-1777-2.
- zusammen mit Claudia Crawford, Tim B. Peters (Hrsg.): Lehren aus dem Ukrainekonflikt. Krisen vorbeugen, Gewalt verhindern. B. Budrich, Opladen 2022, ISBN 978-3-8474-2555-7.
- zusammen mit Angelika Nußberger, Martin Aust, Ulrich Schmid (Hrsg.): Osteuropa zwischen Mauerfall und Ukrainekrieg. Besichtigung einer Epoche. Suhrkamp, Berlin 2022, ISBN 978-3-518-12777-3.
- zusammen mit Isabella Bauer (Hrsg.): Zivile Konfliktbearbeitung: Vom Anspruch zur Wirklichkeit. B. Budrich, Opladen 2013, ISBN 978-3-8474-0031-8.
- Föderalismus als Konfliktregelung. Indien, Russland, Nigeria und Spanien im Vergleich. Verlag Barbara Budrich, Opladen 2011, ISBN 978-3-86649-420-6.
- zusammen mit Irina Busygina (Hrsg.): Federalizm i etničeskoe raznoobrazie v Rossii, Rosspen, Moskau 2010, ISBN 978-5-8243-1320-8.
- Im Namen der Nato: Sicherheitspolitik und Streitkräftereform in Osteuropa. Agenda Verlag, Münster 2003, ISBN 3-89688-166-3.
- Die sowjetische Atombombe. Westfaelisches Dampfboot, Münster 2002, ISBN 3-924550-65-4.
- (ed.), Federalism Doomed? European Federalism between Integration and Separation, Berghahn Books, New York 2002, ISBN 1-57181-206-7
- Der heterogene Staat. Berliner Wissenschafts-Verlag, Berlin 2000, ISBN 3-87061-893-0.
- Die Spezialisten (zus. mit Ulrich Albrecht, Arend Wellmann), Dietz, Berlin 1992, ISBN 3-320-01788-8.
- Sowjetische Politik im arabisch-israelischen Konflikt. Deutsches Orient-Institut, Hamburg 1991, ISBN 3-89173-019-5.